# Lebach
Lebach is een plaats in de Duitse deelstaat Saarland, gelegen in de Landkreis Saarlouis. De stad telt 18.828 inwoners.

## Historie
zie heerlijkheid Lebach

## Afbeeldingen

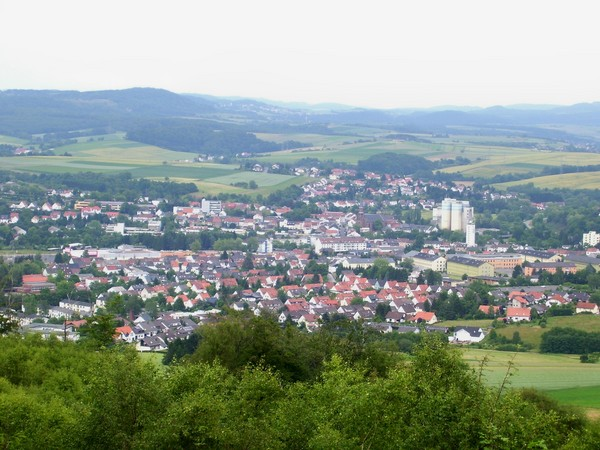
Gezicht op Lebach
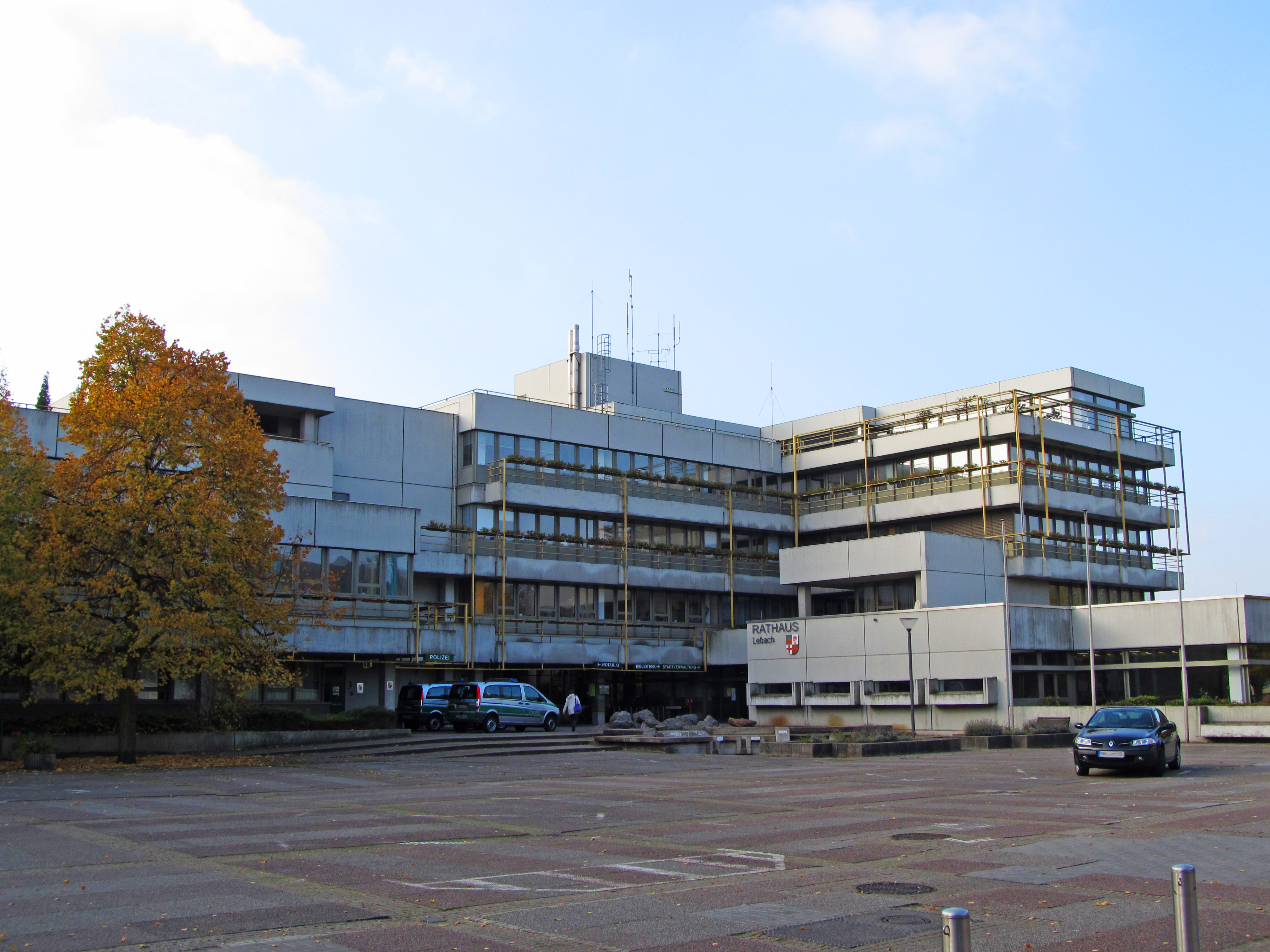
Gemeentehuis van Lebach
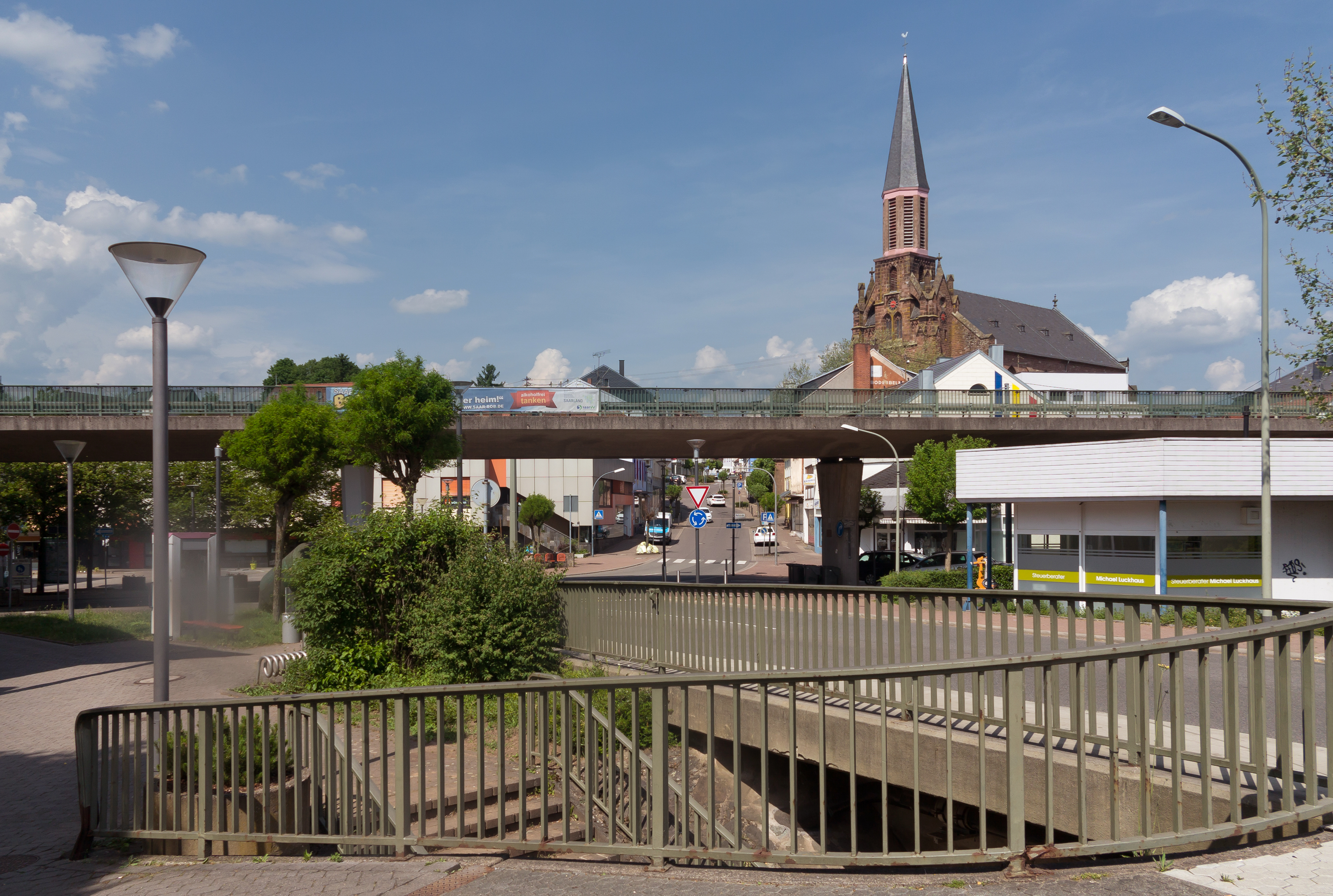
Kerk (Kirche Heilige Dreifaltigkeit und Sankt Marien) in straatzicht
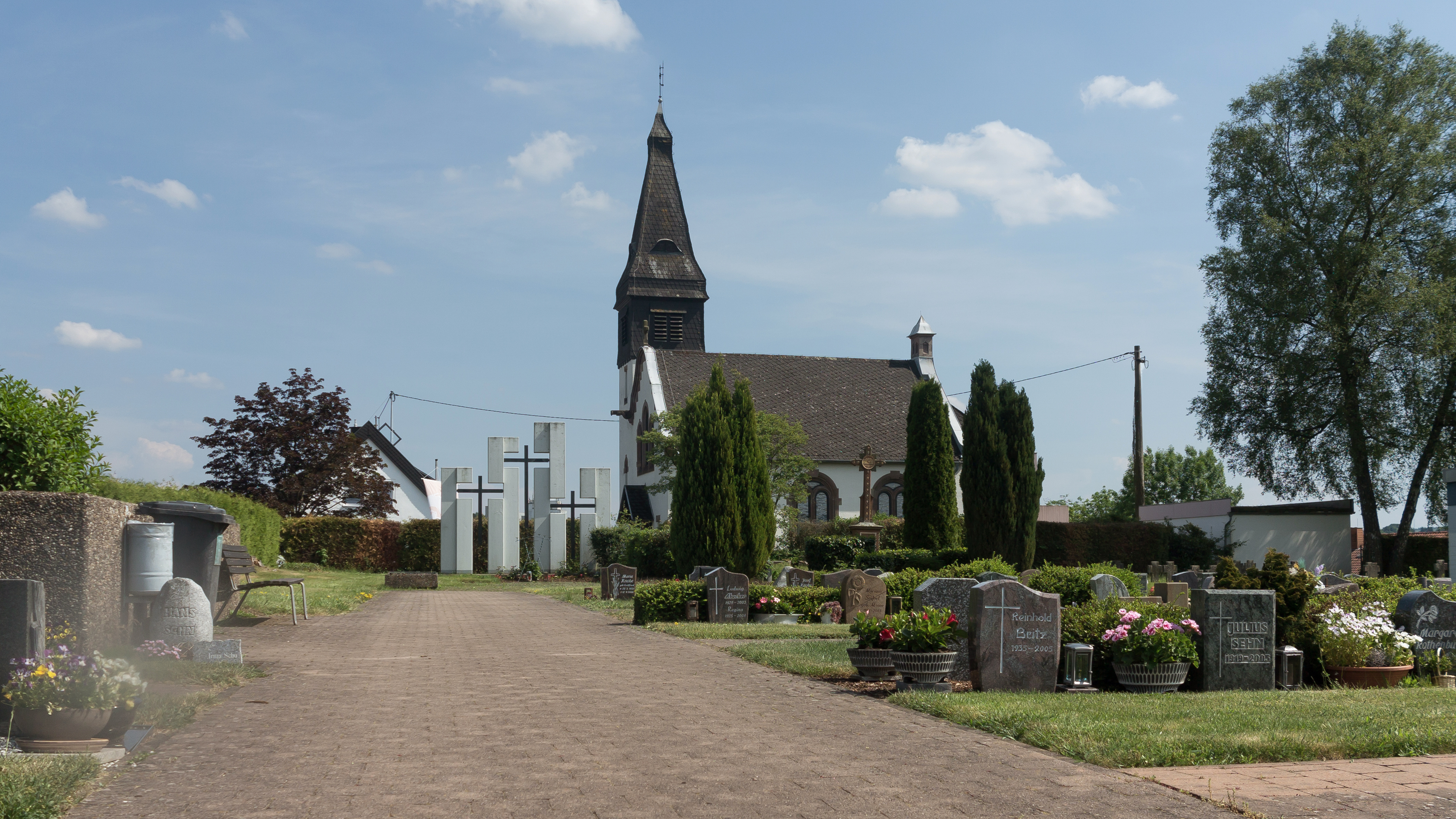
Kapel bij kerkhof in Lebach

Bous ·
Dillingen/Saar ·
Ensdorf ·
Lebach ·
Nalbach ·
Rehlingen-Siersburg ·
Saarlouis (stad) ·
Saarwellingen ·
Schmelz ·
Schwalbach ·
Überherrn ·
Wadgassen ·
Wallerfangen